# Martin Binder (Wirtschaftswissenschaftler)
Martin Binder (* 1978 in Ottweiler) ist ein deutscher Ökonom.

## Leben
Er erwarb den B.Sc. in Economics 2002 an der Florida Atlantic University, das Diplom in Betriebswirtschaftslehre 2003 an der RWTH Aachen, den M.A. in Philosophie 2004 an der RWTH Aachen, den Dr. rer. pol. in Volkswirtschaftslehre 2009 an der Universität Jena und den Dr. rer. pol. habil. in Volkswirtschaftslehre 2012 (Habilitation & venia legendi) an der Universität Jena. Er war Doktorand (2004–2009) und wissenschaftlicher Referent (2009–2012) am Max-Planck-Institut für Ökonomik. Er war Visiting Fellow (2012) und Research Fellow (2012–2013) am Science and Technology Policy Research Unit – University of Sussex. Er lehrte als Gastprofessor (2013–2014) am Lehrstuhl für Wirtschafts- und Unternehmensethik – Universität Kassel. Er war Professor für Volkswirtschaftslehre (2014–2021 (tenured) am Bard College Berlin. Seit 2014 ist er Research Associate am Levy Economics Institute of Bard College New York. Seit  2021 ist er Universitätsprofessor (W3) für Sozialwissenschaftliche Ökonomie an der Universität der Bundeswehr München.
Seine Forschungsinteressen sind angewandte Mikroökonomik, speziell: Verhaltensökonomik, Zufriedenheitsforschung und Normative und Wohlfahrtsökonomik/Wirtschaftsethik.